# Tadeusz Orgielewski
Tadeusz Orgielewski (ur. 28 października 1948 w Częstochowie) – polski kornecista jazzowy.

## Życiorys
Na 15. urodziny otrzymał od brata Marcelego płytę „Wild Bill” Davisona Wild & Mild, co stało się dla niego impulsem do rozpoczęcia nauki gry na kornecie. Jego pierwszym nauczycielem był Alfred Stępniewski, muzyk i pedagog. W 1974 ukończył Politechnikę Częstochowską na wydziale odlewnictwa i przez trzy lata pracował w zawodzie. W 1977 wyjechał do Niemiec, gdzie przez 3 lata pracował w zawodzie, następnie po ukończeniu kursu przez 30 lat w zakładzie psychiatrycznym jako asystent terapeuty.
Na stałe mieszkał w Akwizgranie, gdzie założył międzynarodową grupę Aix Dixie Connection. W PolsEhrhardtace prowadził także grupę swingową Tador Swingtet. Jest pomysłodawcą i dyrektorem artystycznym częstochowskiego festiwalu jazzu tradycyjnego Hot Jazz Spring. Był prezesem powstałego z jego inicjatywy w 2011 Polskiego Stowarzyszenia Jazzu Tradycyjnego od dnia jego założenia do 3 sierpnia 2019.

## Five O’Clock Orchestra
1969 roku, założył zespół Five O’Clock Orchestra, ale gdy w 1977 wyjechał z rodziną do Niemiec Zachodnich zespół rozpadł się. W 1999, w czasie wizyty w Częstochowie z okazji obchodów 50-lecia Politechniki Częstochowskiej, pod wpływem spotkania z członkami zespołu wznowił karierę muzyczną oraz reaktywował zespół, który rok później nagrał pierwszą płytę Lazy River. Kolejne płyty zespołu to nagrana w hołdzie Henrykowi Majewskiemu Bix & Henryk, skomponowana przez niego wspólnie z Eugeniuszem „Kerrym” Marszałkiem Suita Nowoorleańska i nagrana w 2015 płyta Jubilee z okazji 45-lecia Five O’Clock Orchestra. W latach 2001 i 2002 prowadzony przez niego zespół zdobył na festiwalu Old Jazz Meeting w Iławie Złotą Tarkę, a w 2009 – Honorową Złotą Tarkę.

## Nagrody
- 2014 Nagrodą Miasta w dziedzinie kultury 2008 przyznana przez prezydenta miasta Częstochowy i medal „Merentibus”
- 2015 Honorowa Złota Tarka[4].
- 2019 Na XV Międzynarodowym Festiwalu Jazzu Tradycyjnego Hot Jazz Spring 7 czerwca 2019 uhonorowany tytułem „Honorowego Swingującego Kruka”[5][6].